# Mammillaria densispina
Mammillaria densispina là một loài thực vật có hoa trong họ Cactaceae. Loài này được (J.M. Coult.) Orcutt mô tả khoa học đầu tiên năm 1926.

## Hình ảnh

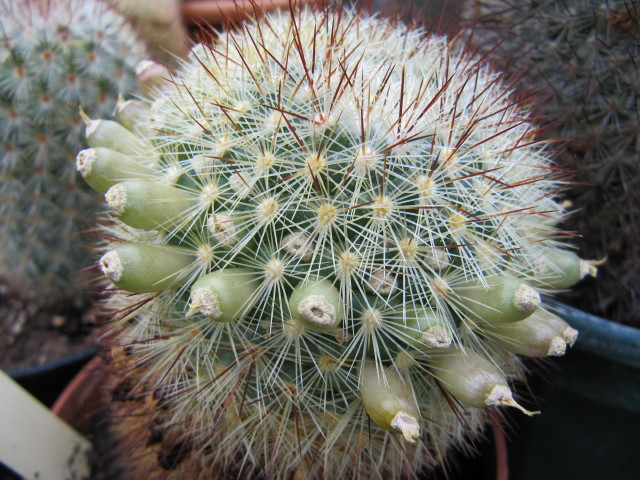
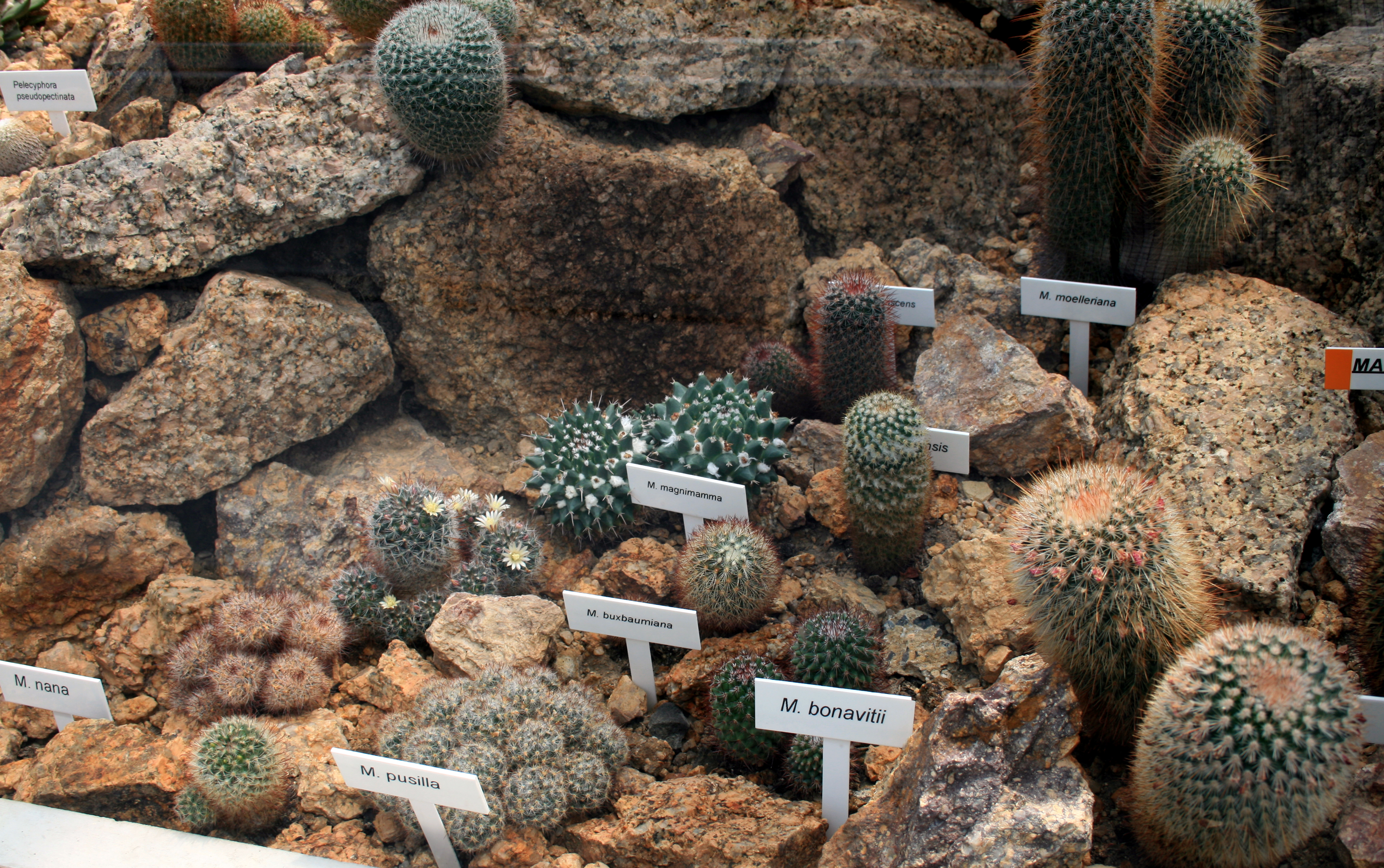